# Середзиці-Заводзе
Середзиці-Заводзе (пол. Seredzice-Zawodzie) — село в Польщі, у гміні Ілжа Радомського повіту Мазовецького воєводства.
У 1975-1998 роках село належало до Радомського воєводства.